# 워터턴호

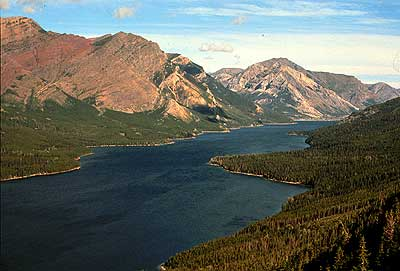

워터턴호 (Waterton Lake)는 캐나다 앨버타주 남부와 미국 몬태나주 북부에 있는 산악 호수이다. 호수는 현지에서 보스포러스 해협으로 알려진 얕은 수로로 연결된 두 개의 수역으로 구성되어 있다. 두 부분은 미들 워터턴 호수와 어퍼 워터턴 호수라고 하며, 후자는 호수의 약 3분의 2를 포함하는 미국-캐나다 국경으로 나뉘고 남부 3분의 1은 미국에 속한다. 바운더리 커미션 트레일(Boundary Commission Trail)은 1874년 8월 8일 마지막 국경 표시가 그곳에 설치되면서 호수에서 끝난다. 미국 지질 조사국은 북위 49°03′00" 서경 113°54′03" 어퍼 워터턴 레이크 (Upper Waterton Lake)의 경우. 로워 워터턴 레이크(Lower Waterton Lake)는 미들 워터턴 레이크(Middle Waterton Lake)의 북쪽에 있으며 다다넬스 해협으로 알려진 수로로 분리되어 있다.